# 強烈熱帶風暴蘇拉 (2017年)
強烈熱帶風暴蘇拉（英語：Severe Tropical Storm Saola，國際編號：1722，聯合颱風警報中心：WP272017，菲律賓大氣地球物理和天文服務管理局：Quedan）是2017年太平洋颱風季第22個被命名的熱帶氣旋。「蘇拉」由越南提供，即俗稱為亞洲麒麟的中南大羚（學名：Pseudoryx nghetinhensis），是一種罕有的珍貴動物，最近才在越南中部一個省份發現，現已列為受保護動物。

## 發展過程
蘇拉是2017年太平洋颱風季第二十二個被命名的熱帶氣旋，聯合颱風警報中心給其編號為熱帶性低氣壓27W。 
10月16日，美國海軍研究實驗室給予擾動編號93W。
日本氣象廳於19日上午9時將它分析為低壓區，並在同一天下午3時將它分析為熱帶擾動。
而聯合颱風警報中心則於10月19日5時30分發布熱帶氣旋形成警報，評級[MEDIUM]，給它編號為熱帶性低氣壓27W，升格為熱帶風暴27W，並在當日降回熱帶性低氣壓。 
10月23日上午4時25分，日本氣象廳發布烈風警報。
10月24日，升格為熱帶風暴，命名為蘇拉並編號1722。
10月30日下午12時50分，日本氣象廳判定已經轉化溫帶氣旋。

## 影響

### 日本
當地發布之最高風力警報：暴风警报
日本氣象廳於奄美市、沖繩本島中南部發佈暴風警報。

## 外部連結
| 太平洋颱風季             |
| 主題頁 - 專題 - 編輯指南 |

- （英文）颱風2000：各氣象部門對蘇拉的預測路徑集合 （页面存档备份，存于）
- （英文）美國太空總署：相關資料 （页面存档备份，存于）
- （日語）日本氣象廳：數位颱風網資料（日文版 （页面存档备份，存于）、英文版 （页面存档备份，存于））、1722最佳路徑數據（日文版 （页面存档备份，存于）、英文版 （页面存档备份，存于））、2017年熱帶氣旋最佳路徑圖（日文版 （页面存档备份，存于）、英文版 （页面存档备份，存于））、2017年熱帶氣旋最佳路徑數據 （页面存档备份，存于） （页面存档备份，存于）
- （英文）美國聯合颱風警報中心：27W最佳路徑數據 （页面存档备份，存于）、最佳路徑圖 （页面存档备份，存于） （页面存档备份，存于）
- （英文）美國海軍研究實驗室：27W檔案 （页面存档备份，存于）
- （繁體中文）臺灣交通部中央氣象局：颱風資料庫——
- （繁體中文）香港天文台：2017年10月熱帶氣旋概述 （页面存档备份，存于）、實時天氣稿（10月24日 （页面存档备份，存于）－25日 （页面存档备份，存于）－26日 （页面存档备份，存于）－27日 （页面存档备份，存于）－28日 （页面存档备份，存于）－29日 （页面存档备份，存于））
- （英文）菲律賓大氣地球物理和天文管理局：熱帶氣旋發佈存檔 （页面存档备份，存于） （页面存档备份，存于）